# HQ Андромеды
HQ Андромеды (лат. HQ Andromedae) — двойная новоподобная катаклизмическая переменная звезда (NL) в созвездии Андромеды на расстоянии (вычисленном из значения параллакса) приблизительно 7943 световых лет (около 2435 парсеков) от Солнца. Видимая звёздная величина звезды — от +16,2m до +15m.

## Характеристики
Первый компонент — аккрецирующий белый карлик спектрального класса pec(e). Эффективная температура — около 8077 K.